# Pectinariophyes hyalinipennis
Pectinariophyes hyalinipennis is een halfvleugelig insect uit de familie Machaerotidae. De wetenschappelijke naam van deze soort is voor het eerst geldig gepubliceerd in 1855 door Stål.